# USS Robinson (DD-88)
USS Robinson (DD-88) là một tàu khu trục thuộc lớp Wickes của Hải quân Hoa Kỳ trong giai đoạn Chiến tranh Thế giới thứ nhất, và sang đầu Chiến tranh Thế giới thứ hai được chuyển cho Hải quân Hoàng gia Anh như là chiếc HMS Newmarket. Nó là chiếc tàu chiến đầu tiên của Hải quân Hoa Kỳ được đặt tên theo vị sĩ quan Hải quân Isaiah Robinson.

## Thiết kế và chế tạo
Robinson được đặt lườn vào ngày 31 tháng 10 năm 1917 tại xưởng tàu của hãng Union Iron Works ở San Francisco, California. Nó được hạ thủy vào ngày 28 tháng 3 năm 1918, được đỡ đầu bởi Cô Evelyn Tingey Selfridge, và được đưa ra hoạt động vào ngày 19 tháng 10 năm 1918 tại Xưởng hải quân Mare Island dưới quyền chỉ huy của Hạm trưởng, Trung tá Hải quân George Wirth Simpson.

## Lịch sử hoạt động

### USSRobinson
Robinson rời vịnh San Francisco ngày 24 tháng 10 năm 1918 để đi sang vùng bờ Đông Hoa Kỳ. Băng qua kênh đào Panama ngày 3 tháng 11, nó đi ngang qua vịnh Guantanamo để đi đến Norfolk, Virginia, đến nơi vào ngày 8 tháng 11.
Vào ngày 10 tháng 1 năm 1919, Robinson khởi hành từ Norfolk tiến hành đợt huấn luyện mùa Đông ngoài khơi Guantanamo, quay trở về cảng New York ngày 14 tháng 4 năm 1919. Sau đó, nó chuẩn bị công tác hỗ trợ cho chuyến bay vượt Đại Tây Dương sang Châu Âu đầu tiên do Hải quân thực hiện.
Nó lên đường từ Norfolk vào ngày 30 tháng 4 năm 1919, đi đến Halifax, Nova Scotia ngày 4 tháng 5, và đi ra lối ra vào cảng lúc xế chiều ngày 8 tháng 5. Lúc 19 giờ 44 phút, nó trông thấy thủy phi cơ Hải quân đầu tiên, chiếc NC-3, tiếp cận cảng trong chặng đầu tiên của hành trình vượt đại dương. Hai ngày sau, Robinson thường trực ngoài biển để giúp hỗ trợ cho chuyến bay của hai thủy phi cơ đến vịnh Trepassey, Newfoundland, rồi quay trở về Halifax vào ngày 11 tháng 5. Nó lại lên đường vào ngày 14 tháng 5, giúp bảo vệ cho chiếc NC-4 vốn bị chậm trễ do phải sửa chữa tại Căn cứ không lực hải quân Chatham, trông thấy chiếc thủy phi cơ bay ngang lúc 16 giờ 45 phút ngày 15 tháng 5, gia nhập cùng các chiếc kia tại vịnh Trepassey.
Sau khi NC-4 bay khuất tầm nhìn, Robinson lên đường để hướng đến quần đảo Azore, dọc theo lộ trình các thủy phi cơ sẽ bay từ vịnh Trepassey ngày 16 tháng 5 năm 1919. Chúng được dẫn đường dọc theo chuyến bay dài 1.380 dặm đến Azore bởi Robinson và các tàu khu trục khác, bằng khói qua ống khói vào ban ngày hay bằng pháo sáng và đèn pha vào ban đêm. Chiếc thủy phi cơ đầu tiên bay ngang Robinson một giờ trước nữa đêm ngày 16 tháng 5 năm 1919; hai chiếc kia tiếp nối trong vòng 20 phút sau đó.
NC-4 hoàn tất chặng này trong 15 giờ và 13 phút, hạ cánh xuống Horta thuộc quần đảo Azore. Nó tìm thấy đường đi bên trên sương mù dày đặc vốn che khuất tầm nhìn của phi công trên những chiếc kia. Một giờ trước khi NC-4 hạ cánh, NC-1 bị buộc phải đáp xuống biển khoảng 45 dặm ngoài khơi đảo Flores và NC-3 cũng buộc phải hạ cánh cách Fayal 35 dặm. NC-1 bị đắm do biển động mạnh, và Robinson tham gia vào việc tìm kiếm NC-3, nhưng nó từ chối mọi sự trợ giúp, và cuối cùng cũng chạy trên mặt biển đến Ponta Delgada bằng chính động lực của nó.
Robinson thả neo tại Horta thuộc đảo Fayal xế trưa ngày 19 tháng 5, ra khơi sáng hôm sau chuyển các báo cáo báo chí đến Ponta Delgada, đến nơi lúc xế trưa. Đến ngày 25 tháng 5 năm 1919, nó lên đường đi đến trạm số 7, tọa độ 38°10′B 17°40′Đ / 38,167°B 17,667°Đ, để phục vụ cho chặng thứ tư chuyến bay vượt đại dương của chiếc thủy phi cơ duy nhất còn lại NC-4. Nó trông thấy chiếc máy bay lúc 13 giờ 30 phút ngày 26 tháng 5, và NC-4 được đám đông cùng Hoàng gia Bồ Đào Nha chào đón tại Lisboa ngày 25 tháng 5, rồi tại Plymouth, Anh Quốc, vào ngày 31 tháng 5, kết thúc chuyến bay lịch sử dài 4.500 dặm.
Robinson quay trở lại Ponta Delgada vào ngày 28 tháng 5 năm 1919 và lại ra khơi vào ngày 2 tháng 6, về đến Newport, Rhode Island vào ngày 8 tháng 6. Nó trải qua đợt đại tu tại Xưởng hải quân Norfolk, rồi tiến hành các hoạt động tại chỗ ở khu vực Newport, và đi đến New York ngày 30 tháng 9 năm 1919. Nó tham gia cùng năm tàu khu trục khác ngoài khơi Sandy Hook lúc xế trưa ngày 1 tháng 10, rồi gặp gỡ George Washington ngoài khơi đảo Fire, hoạt động như đoàn hộ tống danh dự cho Quốc vương Bỉ. Nó rời cảng ngày 6 tháng 10 để hoạt động ngoài khơi Key West và Pensacola, Florida, viếng thăm Beaufort, South Carolina trên chặng đường quay trở về New York, đến nơi vào ngày 5 tháng 11 năm 1919.
Ngày 22 tháng 11 năm 1919, Robinson khởi hành từ cảng New York, dẫn đầu đoàn hộ tống danh dự thứ hai đi phía sau mạn phải Renown, vốn treo huy hiệu của Thân vương xứ Wales, cùng với chiếc Constance. Nó được thay phiên trong nhiệm vụ hộ tống hoàng gia ngoài khơi Nantucket Shoals và quay về New York ngày 25 tháng 11. Sau một chuyến viếng thăm Savannah, Georgia, rồi được sửa chữa tại Xưởng hải quân Portsmouth, nó rời cảng Boston ngày 14 tháng 1 năm 1920 để thực hành cơ động hạm đội ngoài khơi vịnh Guantanamo và gần vùng kênh đào Panama. Nó quay trở về New York ngày 1 tháng 5, và đi vào Xưởng hải quân Portsmouth, ngừng hoạt động trong một năm. Nó được chuyển từ xưởng tàu đến New Port ngày 25 tháng 5 năm 1921 cho các hoạt động tại chỗ cho đến ngày 10 tháng 10, rồi viếng thăm New York trước khi đi đến Charleston, South Carolina, vào ngày 19 tháng 11 năm 1921. Sau nhiều tháng hoạt động tại chỗ ngoài khơi Charleston, Robinson đi vào Xưởng hải quân Philadelphia, nơi nó được cho xuất biên chế vào ngày 3 tháng 8 năm 1922.

### HMSNewmarket
Robinson bị bỏ không cho đến ngày 23 tháng 8 năm 1940 khi nó được tái biên chế để chuyển cho chính phủ Anh Quốc trong khuôn khổ Thỏa thuận đổi tàu khu trục lấy căn cứ. Việc bàn giao diễn ra tại Halifax, Nova Scotia vào ngày 26 tháng 11, nơi nó được đổi tên thành HMS Newmarket và chuyển cho một đội chăm sóc và bảo trì của Hải quân Hoàng gia Canada. Nó nhập biên chế cùng Hải quân Hoàng gia Anh vào ngày 5 tháng 12, và được rút khỏi danh sách Đăng bạ Hải quân Hoa Kỳ ngày 8 tháng 1 năm 1941.
Newmarket rời Halifax ngày 15 tháng 1 hướng sang Anh, ghé qua St. John's và đi đến Belfast ngày 26 tháng 1 rồi đi đến Plymouth, Anh, ngày 30 tháng 1. Sau một đợt tái trang bị ngắn tại Humber, nó bắt đầu nhiệm vụ hộ tống vận tải dưới quyền Bộ chỉ huy Tiếp cận phía Tây, và vào ngày 2 tháng 6 năm 1941 chịu đựng một đợt không kích bất thành. Cuối tháng đó, nó đi đến Sheerness vào ụ tàu cho đến tháng 11, khi nó gia nhập Đội hộ tống 8 tại Derry. Newmarket được cải biến cho nhiệm vụ hộ tống tàu buôn bằng cách tháo dỡ ba trong số các khẩu pháo 4 in (100 mm)/50 caliber và một trong số các dàn ống phóng ngư lôi ba nòng để giảm bớt trọng lượng bên trên, lấy chỗ chứa thêm mìn sâu và trang bị một dàn hedgehog (súng cối chống tàu ngầm).
Vào ngày 3 tháng 1 năm 1942, Newmarket bị buộc phải tách khỏi Đoàn tàu vận tải HX-166 do gặp trục trặc nồi hơi, và quay trở lại Lough Foyle. Đến ngày 30 tháng 1, nó đi đến Liverpool, và được tái trang bị cho đến cuối tháng 3.
Vào tháng 4 năm 1942, nó hộ tống cho Đoàn tàu vận tải Nga PQ-14, rồi một tháng sau được chuyển sang nhiệm vụ tàu mục tiêu để huấn luyện không quân tại Firth of Forth. Nó được tái trang bị tại Leith từ tháng 12 năm 1942 đến tháng 2 năm 1943, và đến cuối năm đó lại được tái trang bị tại Rosyth, Scotland. Vào tháng 9 năm 1943, Newmarket được rút về trạng thái chăm sóc và bảo trì tại Rosyth, nhưng lại tiếp nối vai trò tàu mục tiêu từ mùa Xuân năm 1944 cho đến khi chiến tranh kết thúc tại châu Âu. Nó bị tháo dỡ tại Llanelli vào tháng 9 năm 1945.